# Ozero Gretskoje
Ozero Gretskoje (ryska: Озеро Грецкое) är en sjö i Belarus.   Den ligger i voblasten Vitsebsks voblast, i den norra delen av landet, 190 km norr om huvudstaden Minsk. Ozero Gretskoje ligger 131 meter över havet. Den ligger vid sjön Ozero Tjeres.
Trakten runt Ozero Gretskoje består huvudsakligen av våtmarker. Runt Ozero Gretskoje är det glesbefolkat, med 17 invånare per kvadratkilometer.